# IDGAF
Singles de Dua Lipa
Homesick
(2018) One Kiss
(2018)
IDGAF (abréviation de « I don't give a fuck ») est une chanson de la chanteuse Dua Lipa extraite en janvier 2018 de son album Dua Lipa.

## Classements
| Classements (2017-18)                   | Meilleure position |
| --------------------------------------- | ------------------ |
| Allemagne (Media Control AG)            | 12                 |
| Australie (ARIA)                        | 3                  |
| Autriche (Ö3 Austria Top 40)            | 6                  |
| Belgique (Flandre Ultratop 50 Singles)  | 4                  |
| Belgique (Wallonie Ultratop 50 Singles) | 3                  |
| Danemark (Tracklisten)                  | 17                 |
| Espagne (PROMUSICAE)                    | 31                 |
| Finlande (Suomen virallinen lista)      | 17                 |
| France (SNEP)                           | 69                 |
| Italie (FIMI)                           | 12                 |
| Norvège (VG-lista)                      | 5                  |
| Nouvelle-Zélande (RMNZ)                 | 5                  |
| Pays-Bas (Nederlandse Top 40)           | 8                  |
| Suède (Sverigetopplistan)               | 15                 |
| Suisse (Schweizer Hitparade)            | 19                 |